# Seznam ministrů zdravotnictví Slovenské republiky
Toto je seznam ministrů zdravotnictví Slovenské republiky, který obsahuje chronologický přehled všech členů vlády Slovenské republiky (včetně autonomních slovenských vlád za druhé republiky, Sborů pověřenců i slovenských vlád v rámci československé federace) působících v tomto úřadu.

## Ministři zdravotnictví v autonomních vládách Slovenska v letech 1938–1939
| # | Jméno               | Fotografie | Strana    | Vláda                 | Funkční období                    | Poznámky                                                       |
| - | ------------------- | ---------- | --------- | --------------------- | --------------------------------- | -------------------------------------------------------------- |
| 1 | Ferdinand Ďurčanský |            | HSĽS-SSNJ | 1. vláda J. Tisa      | 7. října 1938 – 1. prosince 1938  | Ministr spravedlnosti, sociální péče a zdravotnictví.          |
| 2 | Jozef Tiso          |            | HSĽS-SSNJ | 2. a 3. vláda J. Tisa | 1. prosince 1938 – 9. března 1939 | Předseda vlády, ministr vnitra, sociální péče a zdravotnictví. |

## Pověřenci zdravotnictví ve slovenských Sborech pověřenců (SP) v letech 1944–1960
| # | Jméno                              | Fotografie | Strana     | Sbor pověřenců                                                             | Funkční období                       | Poznámky                                                             |
| - | ---------------------------------- | ---------- | ---------- | -------------------------------------------------------------------------- | ------------------------------------ | -------------------------------------------------------------------- |
| 1 | Daniel Petelen a Iľja Paulíny-Tóth |            |            | SP 1. 9. - 5. 9. 44                                                        | 1. září 1944 – 5. září 1944          | Pověřenci pro zdravotnictví.                                         |
| 2 | Pavol Fendt                        |            | KSS        | SP 5. 9. - 23. 10. 44                                                      | 5. září 1945 – 23. října 1944        | Pověřenec pro zdravotnictví (Iľja Paulíny-Tóth zástupcem pověřence). |
| 3 | Viliam Thurzo                      |            | KSS        | SP 7. 2. - 21. 2. 45 SP 21. 2. 45 - 11. 4. 45 SP 11. 4. - 18. 9. 45        | 7. února 1945 – 18. září 1945        | Pověřenec pro zdravotnictví.                                         |
| 4 | Ján Ševčík                         |            | DS         | SP 18. 9. 45 - 16. 8. 46                                                   | 18. září 1945 – 16. srpna 1946       | Pověřenec pro zdravotnictví.                                         |
| 5 | Emanuel Böhm                       |            | DS         | SP 16. 8. 46 - 18. 11. 47                                                  | 16. srpna 1946 – 18. listopadu 1947  | Pověřenec zdravotnictví.                                             |
| 6 | Ján Bečko                          |            | Str. práce | SP 18. 11. 47 - 23. 2. 48 SP 6. 3. - 18. 6. 48                             | 18. listopadu 1947 – 18. června 1948 | Pověřenec zdravotnictví.                                             |
| 7 | Milan Polák                        |            | SSO        | SP 18. 6. 48 - 17. 12. 54                                                  | 18. června 1948 – 2. srpna 1951      | pověřenec zdravotnictví.                                             |
| 8 | Jozef Kyselý                       |            | SSO        | SP 18. 6. 48 - 17. 12. 54                                                  | 20. září 1951 – 3. června 1952       | pověřenec zdravotnictví.                                             |
| 9 | Vojtech Török                      |            | SSO        | SP 18. 6. 48 - 17. 12. 54 SP 17. 12. 54 - 2. 8. 56 SP 2. 8. 56 - 11. 7. 60 | 3. června 1952 – 11. července 1960   | pověřenec zdravotnictví.                                             |

## Pověřenci zdravotnictví a předsedové příslušných komisíSNRv letech 1960–1968
| # | Jméno          | Fotografie | Strana    | SNR           | Funkční období                      | Poznámky                                           |
| - | -------------- | ---------- | --------- | ------------- | ----------------------------------- | -------------------------------------------------- |
| 1 | Vojtech Török  |            | SSO       | SNR 1960–1964 | 14. července 1960 – 29. června 1964 | Pověřenec a předseda komise SNR pro zdravotnictví. |
| 2 | Vladimír Zvara |            | KSS (KSČ) | SNR 1964–1968 | 29. června 1964 – 29. prosince 1968 | Pověřenec a předseda komise SNR pro zdravotnictví. |

## Ministři zdravotnictví ve vládách Slovenska v rámci československé federace
| # | Jméno           | Fotografie | Strana    | Vláda                                      | Funkční období                      | Poznámky |
| - | --------------- | ---------- | --------- | ------------------------------------------ | ----------------------------------- | --- |
| 1 | Vladimír Zvara  |            | KSS (KSČ) | vláda Š. Sádovského a P. Colotky           | 2. ledna 1969 – 8. prosince 1971    | Ministr zdravotnictví.                                                                                                 |
| 2 | Emil Matejiček  |            | KSS (KSČ) | 2., 3. a 4. vláda P. Colotky               | 8. prosince 1971 – 18. června 1986  | Ministr zdravotnictví.                                                                                                 |
| 3 | Eva Tökölyová   |            | KSS (KSČ) | vláda P. Colotky, I. Knotka a P. Hrivnáka  | 18. června 1986 – 8. prosince 1989  | Ministryně zdravotnictví (do 12. října 1988 ministryně zdravotnictví a sociálních věcí).                               |
| 4 | Jozef Markuš    |            | VPN       | vláda M. Čiče                              | 12. prosince 1989 – 11. ledna 1990  | Ministr zdravotnictví ad interim (zároveň byl místopředsedou vlády).                                                   |
| 5 | Stanislav Novák |            | DS        | vláda M. Čiče                              | 11. ledna 1990 – 26. června 1990    | Ministr zdravotnictví.                                                                                                 |
| 6 | Alojz Rakús     |            | KDH       | 1. vláda V. Mečiara vláda J. Čarnogurského | 27. června 1990 – 24. června 1992   | Ministr zdravotnictví.                                                                                                 |
| 7 | Viliam Soboňa   |            | HZDS      | 2. vláda V. Mečiara                        | 24. června 1992 – 31. prosince 1992 | Ministr zdravotnictví. Po zániku federace pokračoval ve vládě dál, nyní již jako ministr vlády samostatného Slovenska. |

## Ministři zdravotnictví samostatného Slovenska
| #  | Jméno               | Fotografie | Strana                | Vláda                 | Funkční období                       | Poznámky                 |
| -- | ------------------- | ---------- | --------------------- | --------------------- | ------------------------------------ | ------------------------ |
| 1  | Viliam Soboňa       |            | HZDS                  | 2. vláda V. Mečiara   | 1. ledna 1993 – 24. listopadu 1993   | Ministr zdravotnictví    |
| 2  | Irena Belohorská    |            | HZDS                  | 2. vláda V. Mečiara   | 24. listopadu 1993 – 15. března 1994 | Ministryně zdravotnictví |
| 3  | Tibor Šagát         |            | DEÚS                  | vláda J. Moravčíka    | 15. března 1994 – 13. prosince 1994  | Ministr zdravotnictví    |
| 4  | Ľubomír Javorský    |            | HZDS                  | 3. vláda V. Mečiara   | 13. prosince 1994 – 30. října 1998   | Ministr zdravotnictví    |
| 5  | Tibor Šagát         |            | SDK                   | 1. vláda M. Dzurindy  | 30. října 1998 – 10. července 2000   | Ministr zdravotnictví    |
| 6  | Roman Kováč         |            | SDK                   | 1. vláda M. Dzurindy  | 10. července 2000 – 15. října 2002   | Ministr zdravotnictví    |
| 7  | Rudolf Zajac        |            | ANO                   | 2. vláda M. Dzurindy  | 16. října 2002 – 4. července 2006    | Ministr zdravotnictví    |
| 8  | Ivan Valentovič     |            | SMER-SD               | 1. vláda R. Fica      | 4. července 2006 – 3. června 2008    | Ministr zdravotnictví    |
| 9  | Richard Raši        |            | SMER-SD               | 1. vláda R. Fica      | 3. června 2008 – 8. července 2010    | Ministr zdravotnictví    |
| 10 | Ivan Uhliarik       |            | KDH                   | vláda I. Radičové     | 8. července 2010 – 4. dubna 2012     | Ministr zdravotnictví    |
| 11 | Zuzana Zvolenská    |            | nestranice za SMER-SD | 2. vláda R. Fica      | 4. dubna 2012 – 6. listopad 2014     | Ministryně zdravotnictví |
| 12 | Viliam Čislák       |            | SMER-SD               | 2. vláda R. Fica      | 6. listopadu 2014 – 23. března 2016  | Ministr zdravotnictví    |
| 13 | Tomáš Drucker       |            | SMER-SD               | 3. vláda R. Fica      | 23. března 2016 – 22. března 2018    | Ministr zdravotnictví    |
| 14 | Andrea Kalavská     |            | SMER-SD               | vláda P. Pellegriniho | 22. března 2018 – 17. prosince 2019  | Ministryně zdravotnictví |
|    | Peter Pellegrini    |            | SMER-SD               | vláda P. Pellegriniho | 17. prosince 2019 – 21. března 2020  | Pověřen řízením          |
| 15 | Marek Krajčí        |            | OĽaNO                 | vláda I. Matoviče     | 21. března 2020 – 12. března 2021    | Ministr zdravotnictví    |
|    | Eduard Heger        |            | OĽaNO                 | vláda I. Matoviče     | 12. března 2021 – 1. dubna 2021      | Pověřen řízením          |
| 16 | Vladimír Lengvarský |            | OĽaNO                 | vláda E. Hegera       | 1. dubna 2021 – 3. března 2023       | Ministr zdravotnictví    |
|    | Eduard Heger        |            | OĽaNO                 | vláda E. Hegera       | 3. března 2023 – 15. května 2023     | Pověřen řízením          |
| 17 | Michal Palkovič     |            | nestraník             | vláda Ľ. Ódora        | 15. května 2023 – 25. října 2023     | Ministr zdravotnictví    |
| 18 | Zuzana Dolinková    |            | HLAS-SD               | 4. vláda Roberta Fica | 25. října 2023 – 10. října 2024      | Ministryně zdravotnictví |
| 19 | Kamil Šaško         |            | HLAS-SD               | 4. vláda Roberta Fica | od 10. října 2024                    | Ministr zdravotnictví    |